# Supreme (Louisiana)
Supreme is een plaats (census-designated place) in de Amerikaanse staat Louisiana, en valt bestuurlijk gezien onder Assumption Parish.

## Demografie
Bij de volkstelling in 2000 werd het aantal inwoners vastgesteld op 1119.

## Geografie
Volgens het United States Census Bureau beslaat de plaats een oppervlakte van
8,9 km², waarvan 8,8 km² land en 0,1 km² water.

## Plaatsen in de nabije omgeving
De onderstaande figuur toont nabijgelegen plaatsen in een straal van 24 km rond Supreme.